# Archilema achrosis
Archilema achrosis là một loài bướm đêm thuộc phân họ Arctiinae, họ Erebidae.